# Rockall
Rockall er et 23 m højt og 27 m bredt klippeskær i Atlanterhavet 407 kilometer vest for Hebriderne som Storbritannien har suverænitet over. Skæret er omstridt, da både Danmark (for Færøerne), Island, Irland og Storbritannien gør krav på rettighederne til havbunden omkring det. Storbritanniens suverænitet over øen er anerkendt, men ikke det britiske krav om at grænsedragningen på en 200 sømil økonomisk zone skal ske ud fra Rockall. Fra færøsk og dansk side gøres det gældende, at Rockall geologisk set hører sammen med Færøerne, da begge ligger på samme undersøiske højderyg, adskilt fra Storbritannien.
I maj 2005 var der på Færøerne et møde med repræsentanter fra de fire stater om fremtiden for det omstridte klippeskær. Hvilket land der har rettighederne til at søge efter olie ved Rockall blev ved mødet ikke opklaret. se også Territorialstridigheder
Færøernes tidligere Lagmand Anfinn Kallsberg: "Den anden tvist er om det ydre sokkelområde udenfor 200 sømil fra Hatton Bank til Rockall Bank. Her er det vor opgave at bevise fortsættelse af vor sokkel fra Hatton Bank og Rockall, og at modbevise, at andre har lige så berettigede krav som vi har"
I 2010 indsendte Danmark og Færøerne materiale til FN's Havretskommission for at få adkomst til en del af Færø-Rockall-plateauet.
Det vil blive diskuteret på kommissionens møde i marts.

## Historie
- 1686: 22. august støder et spansk handelsskib, som var på vej til Amerika, mod klippeøen. 250 sømænd mistede livet.
- 1716: Øen bliver nævnt for første gang i Martin Martins A Description of the Western isles of Scotland. Han nævner et gallisk folkeeventyr: “Nuair a thig Rocabarra ris, is dual gun tèid an Saoghal a sgrios”. (Når Rocabarra genopstår, vil verden går under).

- 1811: Den første registrerede person, en engelsk søofficer kaldet Basil Hall fra HMS Endymion, lander på klippeøen.
- 1831: Den engelske flådekaptajn A.T.E. Vidal landsættes på øen.
- 1887: Shetlandske skibe har i 1886 fundet en fiskebanke med mange fisk, og nu fisker sluppen "Delphinen" som det første færøske skib ved øen. 5 mand fra besætningen klatrer op på klippen og fanger lomvier.
- 1904: 28. juni forliser det danske DFDS-skib S/S Norge på Helens Rev nordøst for Rockall, og 635 af de 727 passagerer og 68 besætningsmedlemmer som var om bord mister livet.
- 1955: 18. september lander en britisk helikopter med britiske soldater og en civil geolog på klippen, hejser Union Jack og erklærer Rockall for at være britisk område. Formålet med aktionen er at forhindre sovjetiske skibe i at benytte området til at observere britiske raketforsøg ved Hebriderne.
- 1969: I nærheden af Rockall bliver der opdaget store olieforekomster, som endnu ikke er udnyttet. Storbritannien erklærer området som eksklusiv økonomisk zone og kræver retten til at udvinde olie og få fiskerettighederne i det 200 sømil store område omkring øen.
- 1976: Storbritannien kræver, at Rockall skal danne udgangspunkt for en kommende fiskerigrænse.
- 1985: I maj gør Danmark på Færøernes vegne krav på dele af det 300.000 km² store havområde omkring Rockall.
- 1997: Greenpeace besætter Rockall og proklamerer "staten Waveland" i en aktion for at forhindre olieudvinding i farvandene omkring skæret. I februar 1999 bliver Greenpeaces sponsor "Knowhaus" insolvent, og hævdelsen af Waveland som stat ophører.
- 2001: Repræsentanter fra Island, Færøerne, Irland og Storbritannien mødes i Reykjavik. Alle fire lande hævder deres ret til at søge efter olie ved klippen.
- 2005: Repræsentanter fra de fire stater mødes i Tórshavn. Hvilket land eller lande, der har rettighederne til at søge efter olie ved Rockall, bliver ved mødet ikke opklaret. Se også Territorialstridigheder.

## Sang om Rockall
Efter at den britiske regering i 1957 landsatte tropper på Rockall, komponerede gruppen Flanders en sang:
The fleet set sail for Rockall, 
Rockall, 
Rockall, 
To free the isle of Rockall,
From fear of foreign foe. 
We sped across the planet, 
To find this lump of granite, 
One rather startled Gannet; 
In fact, we found Rockall. 
So, praise the brave Bell-bottoms, 
Bottoms, 
Bottoms, 
Who saw Britannia's Peril, 
And answered to her call, 
Though we're thrown out of Malta, 
Though Spain should take Gibraltar, 
Why should we flinch or falter, 
When England's got Rockall. 

## Færinger på Rockall
1887 kom færinger for første gang med eget skib – fiskeskonnerten á 'Delfinini' til Rockall
Den 6. august 1887 skriver den færøske avis Dimmalætting: "Daniel Davidsen af Næs (Eysturoy), bedstemand på á 'Delfinini', og Johan Mathias Petersen, fisker på skibet Gauntlet, havde i forrige måned besteget klippen Rockall. Der fandtes en stor mængde søfugle, hovedsagelig lomvier og et mindre antal alker. Hver en plet på klippen, hvor der var plads for en rede, var besat."
De følgende år har flere færinger været på øen, de fleste gange for at fange fugle.
- Atlantic Sea Pilot, Nautical chart, 1884
- Basil Hall's landgang på Rockall, 8 september 1811; HMS Endymion baggrunden
- Rockall i 1896
- Vinterstorm med høje bølger over Rockall i 1943
- Rockall i 2008

## Se oså
- Helens Rev